# Rupatadina
La rupatadina è un antistaminico di seconda generazione che unisce il blocco del recettore del PAF (platelet activating factor) alla attività di tipo antistaminico anti-H1. Oltre a ciò il farmaco sembra possedere anche delle proprietà di tipo antinfiammatorio.

## Meccanismo d'azione
La rupatadina è un antistaminico di seconda generazione (bloccante del recettore periferico H1), con scarso effetto sedativo e di lunga durata d'azione. Ha inoltre attività di blocco dei recettori del fattore attivante le piastrine (PAF), sia in vitro che in vivo  La rupatadina possiede proprietà antiallergiche come l'inibizione della degranulazione dei mastociti indotta da stimoli immunologici e non immunologici e l'inibizione del rilascio di citochine, in particolare del TNF, sia nei mastociti umani che nei monociti.

Il PAF, similmente all'istamina, è in grado di determinare broncocostrizione ed aumento della permeabilità dei vasi, e potrebbe essere responsabile della iperreattività bronchiale, una caratteristica tipica dell'asma.  Il PAF è anche un potente stimolo chemitattico per le cellule dell'infiammazione, come gli eosinofili ed i polimorfonucleati

## Storia
La molecola è stata scoperta da una società farmaceutica spagnola, la J. Uriach & Cìa appartenente al Uriach Group e fondata nel 1838 a Barcellona. Il farmaco è stato lanciato nel 2003 in Spagna con il marchio rupatadina.
Successivamente il farmaco è stato commercializzato in numerosi paesi europei e dell'America centrale, America del Sud ed in 14 paesi africani.

## Usi clinici
In Italia la rupatadina fumarato è stata approvata per il trattamento sintomatico della rinite allergica. Il farmaco infatti allevia i sintomi di tale patologia, quali ad esempio la  starnutazione, la rinorrea e l'ostruzione nasale, il prurito agli occhi e al naso. 
È stata inoltre approvata per il trattamento dell'orticaria cronica idiopatica negli adulti e negli adolescenti (soggetti con più di 12 anni di età) alleviandone i sintomi quali prurito e pomfi (rossore e rigonfiamento della cute localizzati).
I diversi studi controllati hanno mostrato un rapido inizio d'azione e un buon profilo di sicurezza, anche in caso di periodi di trattamento prolungati per oltre un anno.

## Particolari indicazioni
In caso di insufficienza renale o epatica, occorre consultare il medico curante.
 
La Rupatadina non è indicata nei pazienti con meno di 12 anni di età.

La Rupatadina non va assunta in maniera concomitante a farmaci contenenti ketoconazolo o eritromicina, ma la sua concomitante assunzione con azitromicina non ne modifica la biodisponibilità.

Essa non deve essere assunta con succo di pompelmo, poiché questa bevanda può aumentare il livello nell'organismo.

La contemporanea assunzione di cibo ne aumenta la biodisponibilità ma il farmaco continua ad essere sicuro e ben tollerato.
 
Non deve essere assunta in gravidanza e allattamento a meno che non sia espressamente richiesto dal medico.

## Effetti collaterali ed indesiderati
Come tutti i farmaci la Rupatadina può causare effetti indesiderati.

Gli effetti indesiderati più comuni sono sonnolenza, mal di testa, vertigini, bocca secca, sensazione di debolezza e spossatezza.

Effetti indesiderati non comuni sono aumento dell'appetito, irritabilità, disturbi dell'attenzione, sanguinamento nasale, secchezza delle fauci, secchezza nasale, faringite, tosse, gola secca, rinite, nausea, dolore addominale, diarrea, indigestione, vomito, costipazione, eruzione cutanea, mal di schiena, disturbi del ritmo cardiaco, dolore alle articolazioni, dolori muscolari, sete, senso generale di disagio, febbre, alterazione dei test di funzionalità epatica e aumento di peso.